# 혼다 마사토

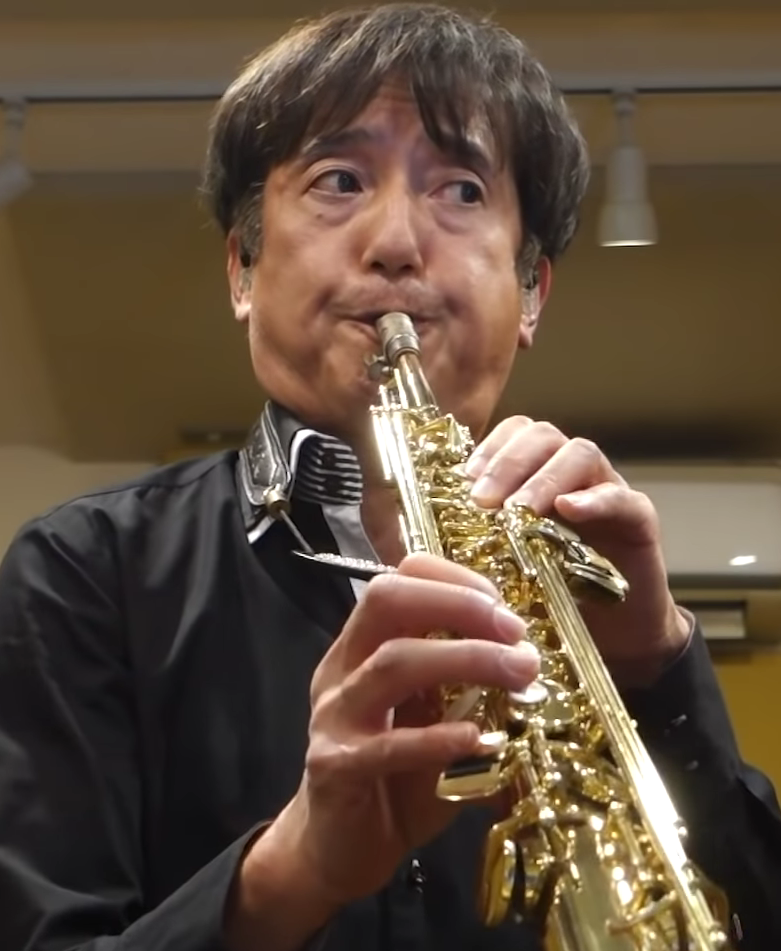

혼다 마사토(일본어: 本田 雅人, ほんだ まさと, 1962년 11월 13일 ~ )는 일본의 색소폰 연주자이다. 일본의 퓨전재즈 밴드 티스퀘어에서 1991년부터 1998년까지 활동하였다.

## 같이 보기
- T-SQUARE
- 카시오페아 (밴드)